# Maşlıq
Maşlıq är en ort i Azerbajdzjan.   Den ligger i distriktet Cəlilabad Rayonu, i den sydöstra delen av landet, 170 km sydväst om huvudstaden Baku. Antalet invånare är 3 515.
Terrängen runt Maşlıq är platt. Runt Maşlıq är det ganska tätbefolkat, med 160 invånare per kvadratkilometer.. Närmaste större samhälle är Prishibinskoye, 7,2 km söder om Maşlıq.
Trakten runt Maşlıq består till största delen av jordbruksmark.